# Onthophagus monapoides
Onthophagus monapoides es una especie de insecto del género Onthophagus, familia Scarabaeidae, orden Coleoptera.

## Historia
Fue descrita científicamente por Bates en 1888.